# ميخائيل بولدينغ
ميخائيل بولدينغ (بالإنجليزية: Michael Boulding)‏ هو لاعب كرة قدم ولاعب كرة مضرب بريطاني في مركز نصف الجناح، ولد في 8 فبراير 1976 في شفيلد في المملكة المتحدة. لعب مع أستون فيلا وبرادفورد سيتي وديربي كاونتي وشيفيلد يونايتد وغريمسبي تاون وكارديف سيتي ونادي بارنسلي ونادي روذرهام يونايتد ونادي مانسفيلد تاون.

## وصلات خارجية
- ميخائيل بولدينغ على موقع قاعدة بيانات كرة القدم.إي يو (الإنجليزية)
- ميخائيل بولدينغ على موقع Soccerbase.com (لاعب) (الإنجليزية)
- ميخائيل بولدينغ على موقع عالم كرة القدم.نت (الإنجليزية)
- ميخائيل بولدينغ على موقع رابطة محترفي التنس (الإنجليزية)
- ميخائيل بولدينغ على موقع الاتحاد الدولي لكرة المضرب (الإنجليزية)